# Giovanni Maria Butteri

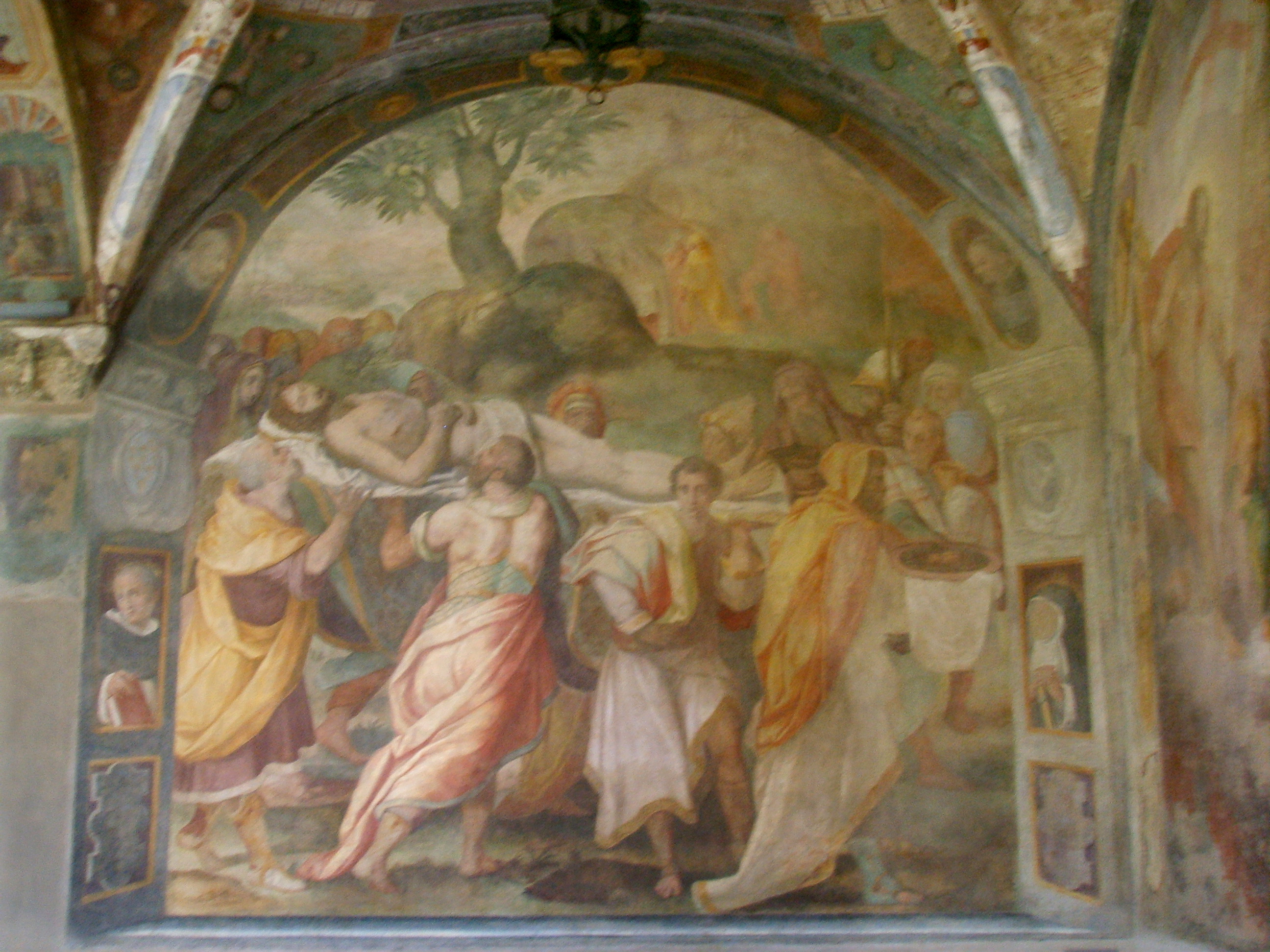
Přenášení těla Krista, Santa Maria Novella

Giovanni Maria Butteri, také známý jako Giovanmaria Butteri (1540, Florencie – 4. října 1606), byl italský manýristický malíř, aktivní ve Florencii.
Byl žákem Alloriho a Francesca Salviatiho. Spolupracoval na freskové výzdobě kláštera Santa Maria Novella. Další práce uchovávají kostely Santa Monica a San Barnaba ve Florencii, a také Civic Museum v Pratu. Podílel se také na výzdobě Studiola v Palazzo Vecchio plátnem Návštěva prince Francesca I. de'Medici ve Bortolo d'Alvisově sklárně. Norton Museum of Art´s vlastní jeho obraz Madona s dítětem na trůnu a svatými z roku 1586 (olej na dřevě, 229×158 cm).